# William Evans Hoyle
William Evans Hoyle est un malacologiste britannique, né le 28 janvier 1855 à Manchester et mort le 7 février 1926 à Porthcawl.
Spécialiste des céphalopodes du Muséum de Manchester, il étudia les spécimens rapportés par l’expédition de l’H.M.S. Challenger de 1873 à 1876. Il a notamment publié British Cephalopoda: their nomenclature and identification (1897) et Notes on the Type Specimen of Loligo eblanæ, Ball. (1896), ainsi que des brochures sur le rôle et le fonctionnement d’un muséum.